# Krywbas Krzywy Róg
Krywbas Krzywy Róg (ukr. Футбольний клуб «Кривбас» Кривий Ріг, Futbolnyj Kłub „Krywbas” Krywyj Rih) – ukraiński klub piłkarski mający siedzibę w mieście Krzywy Róg, w obwodzie dniepropetrowskim, występujący od sezonu 2022/23 w rozgrywkach ukraińskiej Premier Lihi. Założony w roku 1959 jako Zespół miasta Krzywy Róg.

## Historia
Chronologia nazw:
- 1959: Zespół miasta Krzywy Róg (ukr. команда міста Кривого Рогу)
- 1960: Awanhard Krzywy Róg (ukr. ФК «Авангард» Кривий Ріг)
- 1962: Hirnyk Krzywy Róg (ukr. ФК «Гірник» Кривий Ріг)
- 1966: Krywbas Krzywy Róg (ukr. ФК «Кривбас» Кривий Ріг)
- 2013: klub rozwiązano
- 2015: Krywbas Krzywy Róg (ukr. ФК «Кривбас» Кривий Ріг)

Drużyna piłkarska w Krzywym Rogu została założona 18 kwietnia 1959 roku jako Zespół miasta Krzywy Róg i w tym że roku debiutowała w Klasie B, strefie 2 Mistrzostw ZSRR oraz w rozgrywkach Pucharu ZSRR. W następnym roku klub otrzymał nazwę Awanhard Krzywy Róg. Od 1962 roku klub nazywał się Hirnyk Krzywy Róg. W 1963 w wyniku reorganizacji systemu lig spadł do Klasie B, 2 strefie ukraińskiej. Dopiero od 1966 roku klub ma dzisiejszą nazwę Krywbas Krzywy Róg. W 1968 ponownie awansował do Drugiej Grupy A, 1 podgrupy. W 1970 w wyniku reorganizacji systemu lig spadł do Drugiej Grupy A, 1 strefy. W Drugiej Lidze występował do 1989, z wyjątkiem sezonów 1972 i 1977 kiedy to próbował utrzymać się w Pierwszej Lidze. W 1990 i 1991 uczestniczył w rozgrywkach Drugiej Niższej Ligi, 1 strefy.
Pierwszy sezon rozrywek w niezależnej Ukrainie klub zaczął w Pierwszej Lidze. Zajął 1. miejsce i awansował do Wyższej Lihi i od tej pory nie opuszcza jej. W 2000 roku przegrał w finale Pucharu Ukrainy z Dynamo Kijów 0:1.
Po zakończeniu sezonu 2012/13 klub ogłosił o swoim rozformowaniu i w czerwcu 2013 oficjalnie rozpoczął procedurę bankructwa.
W 2015 roku klub został reaktywowany i startował w Superlidze obwodu dniepropietrowskiego. W 2016 wziął udział w Mistrzostwach Ukrainy wśród amatorów.

## Barwy klubowe, strój, herb, hymn
|  |  |  |

Klub ma barwy biało-czerwono-czarne. Piłkarze domowe spotkania zazwyczaj grają w białych koszulkach, białych spodenkach oraz białych getrach.
Drużyna ma godło klubu, które zostało zaprezentowane w 1998 roku, zaprojektowane przez Jurija Rasputina. Na okrągłej tarczy koloru czarnego został umieszczony napis białymi literami "FC Kryvbas" u góry i nazwa miasta na dole. Napisy są w języku ukraińskim. W środku umieszczono czarno-białą piłkę, którą omijają czerwone paski pochylone o 45 stopnie. Paski symbolizują płynny metal w postaci wzmocnienia, tworząc w ten sposób kompozycję symbolizującą stalową moc i żelazny charakter. Po lewej i prawej stronie widnieją białe cyfry "20", czyli rok odrodzenia klubu 2020.

## Sukcesy

### Trofea międzynarodowe
| \| \| Zdobyte trofea w rozgrywkach międzynarodowych (stan na: 31-05-2023) \| |                                                                     |      |                  |
| Rozgrywki                                                                    | Osiągnięcie                                                         | Razy | Sezon(y)         |
| · Liga Europy · (Puchar UEFA)                                                | zdobywca                                                            | 0    |                  |
| · Liga Europy · (Puchar UEFA)                                                | finalista                                                           | 0    |                  |
| · Liga Europy · (Puchar UEFA)                                                | I runda kw.                                                         | 2    | 1999/00, 2000/01 |
| FIFA                                                                         | Zdobyte trofea w rozgrywkach międzynarodowych (stan na: 31-05-2023) |      |                  |

### Trofea krajowe
Ukraina
| \| \| Zdobyte trofea w rozgrywkach Ukrainy (stan na: 31-05-2023) \| |                                                            |      |                           |
| Rozgrywki                                                           | Osiągnięcie                                                | Razy | Sezon(y)                  |
| · Mistrzostwo                                                       | I miejsce                                                  | 0    |                           |
| · Mistrzostwo                                                       | II miejsce                                                 | 0    |                           |
| · Mistrzostwo                                                       | III miejsce                                                | 3    | 1998/99, 1999/00, 2023/24 |
| Puchar                                                              | zdobywca                                                   | 0    |                           |
| Puchar                                                              | finalista                                                  | 1    | 1999/00                   |
| II liga                                                             | I miejsce                                                  | 1    | 1992 (grupa B)            |
| II liga                                                             | II miejsce                                                 | 0    |                           |
| II liga                                                             | III miejsce                                                | 0    |                           |
| Ukraina                                                             | Zdobyte trofea w rozgrywkach Ukrainy (stan na: 31-05-2023) |      |                           |

ZSRR
| \| \| Zdobyte trofea w rozgrywkach Związku Radzieckiego (stan na: 1-01-1992) \| |                                                                        |      |                          |
| Rozgrywki                                                                       | Osiągnięcie                                                            | Razy | Sezon(y)                 |
| Mistrzostwo                                                                     | I miejsce                                                              | 0    |                          |
| Mistrzostwo                                                                     | II miejsce                                                             | 0    |                          |
| Mistrzostwo                                                                     | III miejsce                                                            | 0    |                          |
| Puchar                                                                          | zdobywca                                                               | 0    |                          |
| Puchar                                                                          | finalista                                                              | 0    |                          |
| Puchar                                                                          | 1/16 finału                                                            | 1    | 1990                     |
| II liga                                                                         | I miejsce                                                              | 0    |                          |
| II liga                                                                         | II miejsce                                                             | 0    |                          |
| II liga                                                                         | III miejsce                                                            | 0    |                          |
| II liga                                                                         | 12 miejsce                                                             | 1    | 1959 (2 grupa ukraińska) |
|                                                                                 | Zdobyte trofea w rozgrywkach Związku Radzieckiego (stan na: 1-01-1992) |      |                          |

### Inne trofea
- Mistrzostwo Ukraińskiej SRR:
  - mistrz (4x): 1971, 1972, 1976, 1981
  - brązowy medalista (1x): 1974

## Poszczególne sezony

### Rozgrywki międzynarodowe

#### Europejskie puchary
Legenda do wszystkich tabel:
- Q – runda eliminacyjna, 1/16, 1/8, 1/4, 1/2 – odpowiednia faza rozgrywek, Grupa – runda grupowa, 1r gr – pierwsza runda grupowa, 2r gr – druga runda grupowa, F – finał, R – runda, PO – play-off
- k. – rzuty karne, los. – losowanie, Dogr. – dogrywka, w. – zasada bramek strzelonych na wyjeździe

| Sezon     | Rozgrywki        | Runda | Przeciwnik      | Dom | Wyjazd | Ogólnie |
| --------- | ---------------- | ----- | --------------- | --- | ------ | ------- |
| 1999/2000 | Puchar UEFA      | Q     | FK Şəmkir       | 3–0 | 2–0    | 5–0     |
| 1999/2000 | Puchar UEFA      | 1R    | Parma           | 0–3 | 2–3    | 2–6     |
| 2000/01   | Puchar UEFA      | 1R    | FC Nantes       | 0–1 | 0–5    | 0–6     |
| 2024/25   | Liga Europy      | 3Q    | Viktoria Pilzno | 1–2 | 0–1    | 1–3     |
| 2024/25   | Liga Konferencji | PO    | Real Betis      | 0–2 | 0–3    | 0–5     |

### Rozgrywki krajowe
ZSRR
| \| \| Bilans występów klubu w rozgrywkach piłkarskich Związku Radzieckiego (Stan na 31 grudnia 1991 r.) \| | |        |       |   |   |   |    |    |     |                                            |        |        |      |
| Poziom | Rozgrywki                                                                                                | Sezony | Mecze | Z | R | P | B+ | B– | Pkt | Lata                                       | Awanse | Spadki | Naj. |
| I | Gruppa A / Pierwaja gruppa / Klass A / Wysszaja gruppa A / Wysszaja liga                                 | 0      |       |   |   |   |    |    |     |                                            | 0      | 0      |      |
| II | Gruppa B / Wtoraja gruppa / Klass B / Klass A, wtoraja gruppa / Klass A, pierwaja gruppa / Pierwaja liga | 8      |       |   |   |   |    |    |     | 1959–1962, 1968–1969, 1972, 1977           | 0      | 4      | 12   |
| III | Gruppa W / Trietja gruppa / Klass B / Klass A, wtoraja gruppa / Wtoraja liga                             | 23     |       |   |   |   |    |    |     | 1963–1967, 1970–1971, 1973–1976, 1978–1989 | 3      | 1      | 1    |
| IV | Gruppa G / Klass B / Wtoraja nizszaja liga                                                               | 2      |       |   |   |   |    |    |     | 1990–1991                                  | 0      | 0      | 11   |
| | Puchar ZSRR                                                                                              | 17     |       |   |   |   |    |    |     | 1936–1990                                  | 0      | 0      | 1/16 |
| | Bilans występów klubu w rozgrywkach piłkarskich Związku Radzieckiego (Stan na 31 grudnia 1991 r.)        |        |       |   |   |   |    |    |     |                                            |        |        |      |

Ukraina
| \| Ukraina \| Bilans występów klubu w rozgrywkach piłkarskich Ukrainy (Stan na 31 maja 2023 r.) \| \| |                                                                                   |        |       |   |   |   |    |    |     |                    |        |        |      |
| Poziom                                                                                                | Rozgrywki                                                                         | Sezony | Mecze | Z | R | P | B+ | B– | Pkt | Lata               | Awanse | Spadki | Naj. |
| I | Wyszcza Liha / Premier-liha                                                       | 21     |       |   |   |   |    |    |     | 1992–2013, od 2022 | 0      | 1      | 3    |
| II | Persza liha                                                                       | 2      |       |   |   |   |    |    |     | 1992, 2021/22      | 2      | 0      | 1    |
| III                                                                                                   | Druha liha                                                                        | 1      |       |   |   |   |    |    |     | 2020/21            | 1      | 0      | 2    |
| IV | Perehidna liha / Tretia liha / Amatorska liha                                     | 1      |       |   |   |   |    |    |     | 2016               | 1      | 0      | 4    |
| | Puchar Ukrainy                                                                    | 23     |       |   |   |   |    |    |     | od 1992            | 0      | 0      | 2    |
| | Superpuchar Ukrainy                                                               | 0      |       |   |   |   |    |    |     |                    | 0      | 0      |      |
| Ukraina                                                                                               | Bilans występów klubu w rozgrywkach piłkarskich Ukrainy (Stan na 31 maja 2023 r.) |        |       |   |   |   |    |    |     |                    |        |        |      |

## Piłkarze, trenerzy, prezydenci i właściciele klubu

### Piłkarze

#### Aktualny skład zespołu
Stan na 26.09.2023
| Nr | Poz. | Piłkarz                                     |
| -- | ---- | ------------------------------------------- |
| 1  | BR   | Bohdan Choma                                |
| 2  | PO   | Wiaczesław Riabow                           |
| 5  | OB   | Tymur Stećkow                               |
| 6  | PO   | Klim Prychodko                              |
| 7  | PO   | Andrij Poniedielnik                         |
| 8  | PO   | Djihad Bizimana                             |
| 9  | NA   | Daniel Sosah                                |
| 10 | PO   | Dmytro Chomczenowski (kapitan)              |
| 11 | PO   | Mykyta Tatarkow                             |
| 13 | OB   | Danyło Beskorowajny                         |
| 14 | PO   | Maksym Łuniow                               |
| 15 | PO   | Danyło Honczaruk (wyp. z Szachtara Donieck) |
| 17 | PO   | Władysław Semotiuk                          |
| 18 | NA   | Denys Ustymenko                             |
| 21 | OB   | Denys Kuzyk                                 |
| 22 | PO   | Jurij Wakułko                               |

| Nr | Poz. | Piłkarz                                   |
| -- | ---- | ----------------------------------------- |
| 23 | PO   | Hrvoje Ilić                               |
| 24 | PO   | Wołodymyr Jakimeć                         |
| 25 | OB   | Rafael Fonseca                            |
| 27 | NA   | Roman Debełko                             |
| 30 | BR   | Wołodymyr Machańkow                       |
| 33 | BR   | Andrij Kliszczuk                          |
| 45 | OB   | Wołodymyr Wiliwald                        |
| 55 | OB   | Yvan Dibango                              |
| 77 | PO   | Zachar Karpus                             |
| 78 | PO   | Ołeh Kożuszko                             |
| 80 | PO   | Prince Kwabena Adu                        |
| 86 | OB   | Konadu Yiadom (wyp. z Hearts of Oak)      |
| 92 | NA   | Arsenij Kilewy                            |
| 94 | PO   | Maksym Zaderaka                           |
| 97 | NA   | Jean Morel Poé                            |
| 99 | PO   | Wiktor Blizniczenko (wyp. z Dynama Kijów) |

#### Piłkarze na wypożyczeniu
| Nr | Poz. | Piłkarz                                          |
| -- | ---- | ------------------------------------------------ |
|    | NA   | Ołeksij Chobłenko (w ŁNZ Czerkasy do 30.06.2024) |

### Trenerzy
- 1959:  Władimir Grinin
- 1959:  Wiktor Szłykow
- 1960–1962:  Serhij Hołod
- 1963:  Wasyl Briuszyn
- 1964–07.1965:  Mykoła Zaworotny
- 1966:  Wasyl Briuszyn
- 1966:  Wałentyn Dmytroszczenko
- 1967:  Anatolij Zubrycki
- 1968–07.1968:  Borys Usenko
- 09.1968–06.1969:  Wiktor Sokołow
- 07.1969–1969:  Łeonid Rodos
- 1970–06.1971:  Anatolij Zubrycki
- 07.1971–06.1972:  Mykoła Fominych
- 07.1972–1972:  Anatolij Azarenkow
- 1973:  Władimir Bołotow
- 1974:  Anatolij Zubrycki
- 1975–06.1977:  Ołeksandr Hułewski
- 07.1977–?.1977:  Achmed Aleskierow
- ?.1977–12.1977:  Władysław Hłuchariow
- 1978–1979:  Witalij Chmelnycki
- 01.1980–05.1980:  Wiktor Żylin
- 06.1980–0?.1980:  Wałentyn Nowykow
- 0?.1980–1980:  Adolf Poskotin
- 1981–1982:  Walentin Tugarin
- 1983–1984:  Iwan Terłecki
- 1985:  Anatolij Azarenkow
- 1986:  Adolf Poskotin
- 01.1987–07.1987:  Mychajło Fomenko
- 08.1987–12.1987:  Serhij Kupcow
- 01.1988–06.1988:  Herman Kudzijew
- 07.1988–12.1989:  Boris Strielcow
- 01.1990–05.1990:  Myron Markewicz
- 05.1990–08.1990:  Wołodymyr Jasznyk (p.o.)
- 08.1990–1?.1991:  Hennadij Łysenczuk
- 1?.1991–1991:  Anatolij Bida (p.o.)
- 01.1992–09.1992:  Wołodymyr Stryżewski
- 09.1992–03.1993:  Wałentyn Łaktionow
- 03.1993–11.1993:  Ihor Nadiejin
- 11.1993:  Wałentyn Łaktionow (p.o.)
- 01.1994–08.1994:  Vladimir Bruxti
- 08.1994–03.1995:  Wiktor Kuzniecow
- 03.1995:  Wałentyn Łaktionow (p.o.)
- 04.1995:  Anatolij Bida (p.o.)
- 04.1995–09.1995:  Jurij Kowal
- 10.1995:  Jurij Hruznow (p.o.)
- 10.1995–06.1996:  Myron Markewicz
- 07.1996–10.1996:  Ołeksij Czerednyk
- 10.1996–06.1997:  Ołeksandr Łysenko
- 07.1997–09.2000:  Ołeh Taran
- 10.2000–12.2001:  Hennadij Łytowczenko
- 01.2002–08.2002:  Ihor Nadiejin
- 08.2002–06.2003:  Ołeksandr Iszczenko
- 07.2003–12.2003:  Wołodymyr Muntian
- 01.2004–06.2004:  Wałentyn Chodukin
- 07.2004–11.2004:  Anatolij Piskoweć
- 11.2004–12.2004:  Andrij Kupcow (p.o.)
- 12.2004–12.2006:  Ołeksandr Kosewycz
- 12.2006–12.2009:  Ołeh Taran
- 01.2010–10.06.2012:  Jurij Maksymow
- 10.06.2012–12.07.2012:  Witalij Kwarciany
- 12.07.2012–31.05.2013:  Ołeh Taran (p.o.)

...
- 2015–31.07.2020:  Serhij Mazur
- 01.08.2020–30.09.2021:  Hennadij Prychod´ko (były trener poprzednika Hirnyk Krzywy Róg)
- 30.09.2021–06.06.2022:  Ołeksandr Babycz
- 21.06.2022–:  Jurij Wernydub

## Struktura klubu

### Stadion
Od 1970 roku klub rozgrywał swoje mecze domowe na stadionie Metałurh, który może pomieścić 29 734 widzów i ma wymiary 105 x 68 metrów.

## Kibice i rywalizacja z innymi klubami

### Derby
- Hirnyk Krzywy Róg
- FK Dnipro
- SK Dnipro-1